# الصبيحي
الصبيحي تقع الصبيحي ضمن محافظة البلقاء بين مرتفعات السلط ومنخفضات الأغوار تحتوي على العديد من الأراضي الواسعة والمراعي الخضراء والهواء والبيئة النقيتين وجميع مظاهر الطبيعة النقية.
الغنانيم ويتالفون من : الصالح والعيد .
اما الصالح فينقسمون إلى : الفهيد ، الطالب، الصياح ، المسلم .
اما العيد فينقسمون إلى : الحجاج ،الصوان ، المحاريج ، الكايد .